# Тушины (дворянский род)
Ту́шины — древний дворянский род.
Отрасль рода Квашниных, происходящий от Василия Ивановича Квашнина, прозванного Туша.
Род записан в Бархатную книгу. При подаче документов (24 марта 1686) для внесения рода в Бархатную книгу была подана общая родословная роспись Тушиных и их однородцев: Квашниных, Самариных, Разладиных.
В Родословной книге из собрания князя М. А. Оболенского записано: «в дни великого князя Ивана Даниловича Московского Калиты выехал из Немцы „муж честен“ именем Нестор Рябец. От него пошли Квашнины, Разладины, Поярковы, Самарины, Тушины».
Род Тушиных пресёкся в начале XVII века.

## Известные представители
- Тушин Евдоким Фёдорович — воевода в Себеже (1536), в Ивангороде (1558),
- Тушин Роман Андреевич — воевода в Тихвине (1604), в Пронске (1609).
- Тушин Семён Дементьевич — стольник патриарха Филарета (1627—1629), московский дворянин (1636—1658).
- Тушин Фёдор Петрович — патриарший стольник (1627—1629), московский дворянин (1636—1640).
- Тушин Никита Андреевич — московский дворянин (1627—1636).
- Тушин Богдан Петрович — московский дворянин (1627—1658).
- Тушин Андрей Васильевич — воевода в Костроме (1675).
- Тушин Андрей Богданович — стольник (1658—1668), московский дворянин (1676—1677), воевода в Костроме (1676—1677).
- Тушин Афанасий Андреевич — стряпчий (1670—1676), стольник (1676—1686), стольник царицы Прасковьи Фёдоровны (1692).
- Тушин Пётр Андреевич — стольник (1686—1692)[5][6].
- Григорий Тушин — воевода обладавший дружиной в 1500 человек в Москве